# Buongiorno, notte
Buongiorno, notte is een Italiaanse film van Marco Bellocchio die werd uitgebracht in 2003. 
Het scenario is gebaseerd op het boek Il prigioniero (1998) van Anna Laura Braghetti, een ex-lid van de Rode Brigades.

## Verhaal
Rome, 1978. Chiara is een jonge gepassioneerde vrouw én een terroriste die lid is van de Rode Brigades. Overtuigd van het gelijk van de gewapende strijd - haar geloof in de revolutie is absoluut - neemt ze deel aan de ontvoering en de opsluiting van de Italiaanse christendemocratische politicus Aldo Moro. Het verhaal van de kidnapping wordt verteld vanuit haar perspectief.
Chiara verbergt haar ware identiteit door tegelijkertijd een normaal en banaal leventje te leiden: ze heeft een kantoorjob, collega's en is met haar verloofde net naar een nieuw appartement verhuisd.
Chiara raakt echter meer en meer in strijd met zichzelf en in conflict met de andere leden van de Rode Brigades. Ze begint twijfels te koesteren en voelt zich niet meer zo goed in haar rol van strijdster.

## Rolverdeling
| Acteur                  | Personage      |
| ----------------------- | -------------- |
| Maya Sansa              | Chiara         |
| Roberto Herlitzka       | Aldo Moro      |
| Luigi Lo Cascio         | Mariano        |
| Paolo Briguglia         | Enzo           |
| Pier Giorgio Bellocchio | Ernesto        |
| Giovanni Calcagno       | Primo          |
| Giulio Bosetti          | paus Paulus VI |
| Alberto Cracco          | medium         |
| Massimo Sarchielli      | medewerker     |